# Чон Хун
Чон Хун (кор. 정훈; 29 апреля 1969, Пуан) — южнокорейский дзюдоист лёгкой весовой категории, выступал за сборную Южной Кореи в первой половине 1990-х годов. Бронзовый призёр летних Олимпийских игр в Барселоне, чемпион мира, двукратный чемпион Азиатских игр, чемпион Азии, чемпион Игр доброй воли в Санкт-Петербурге, победитель многих турниров национального и международного значения.

## Биография
Чон Хун родился 29 апреля 1969 года в уезде Пуан провинции Чолла-Пукто.
Первого серьёзного успеха на взрослом международном уровне добился в 1990 году, когда попал в основной состав корейской национальной сборной и побывал на Азиатских играх в Пекине, откуда привёз награду золотого достоинства, выигранную в лёгкой весовой категории. Год спустя в том же весе одержал победу на чемпионате Азии в Осаке и стал бронзовым призёром на чемпионате мира в Барселоне, где потерпел единственное поражение на стадии четвертьфиналов от советского борца Владимира Дгебуадзе.
Благодаря череде удачных выступлений Чон Хун удостоился права защищать честь страны на летних Олимпийских играх 1992 года в Барселоне — в первых четырёх поединках взял верх над своими соперниками, однако в полуфинале проиграл венгру Берталану Хайтошу, который в итоге стал серебряным призёром этой Олимпиады. При всём при том, в утешительном поединке за третье место он победил француза Бруно Карабетту и завоевал тем самым бронзовую олимпийскую медаль.
После барселонской Олимпиады Чон Хун остался в основном составе дзюдоистской команды Южной Кореи и продолжил принимать участие в крупнейших международных турнирах. Так, в 1993 году он отправился представлять страну на мировом первенстве в канадском Гамильтоне, где одолел всех оппонентов в лёгкой весовой категории, в том числе взял реванш у венгра Хайтоша в финале, и стал таким образом чемпионом мира по дзюдо. Последний раз показал сколько-нибудь значимые результаты в сезоне 1994 года, когда выиграл Игры доброй воли в Санкт-Петербурге, победив в финале австрийца Томаса Шляйкера, и Азиатские игры в Хиросиме, где победил в решающем поединке чемпиона Азии японца Сигэру Тояму. Вскоре по окончании этих соревнований принял решение завершить карьеру профессионального спортсмена, уступив место в сборной молодым корейским дзюдоистам.